# San Bernardo alle Terme (titre cardinalice érigé par le pape Clément X)
Le titre cardinalice de San Bernardo alle Terme Diocleziane est érigé par le pape Clément X le 19 mai 1670 et rattaché à l'église San Bernardo alle Terme qui se trouve dans le quartier de Castro Pretorio au nord-est de Rome.

## Titulaires
| - Giovanni Bona (1670-1674) - Galeazzo Marescotti (1676-1681) - Vacant (1681-1690) - Giovanni Battista Costaguti (1690-1691) - Urbano Sacchetti (1693-1704) - Lorenzo Casoni (1706-1715) - Francesco Barberini (1715-1718) - Bernardo Maria Conti (1721-1730) - Henri-Pons de Thiard de Bissy (1730-1737) - Domenico Silvio Passionei (1738-1755); in commendam (1755-1761) - Ignazio Michele Crivelli (1761-1768) - Vacant (1768-1773) - Gennaro Antonio De Simone (1773-1780) - Giuseppe Maria Capece Zurlo (1783-1801) - Carlo Oppizzoni (1804-1839) - Filippo de Angelis (1839-1867) - Vacant (1867-1875) | - Victor-Auguste-Isidore Dechamps (1875-1883) - Francesco Battaglini (1885-1892) - Giuseppe Melchiorre Sarto (Pie X) (1893-1903) - Emidio Taliani (1903-1907) - Pietro Gasparri (1907-1915) - Giovanni Cagliero (1915-1920) - Achille Locatelli (1922-1935) - Alfred-Henri-Marie Baudrillart (1935-1942) - Clemens August von Galen (1946) - Georges-François-Xavier-Marie Grente (1953-1959) - Aloisius Joseph Muench (1959-1962) - Raúl Silva Henríquez (1962-1999) - Varkey Vithayathil (2001-2011) - George Alencherry (2012- ) |